# Verbesina baruensis
Verbesina baruensis là một loài thực vật có hoa trong họ Cúc. Loài này được Hammel & D'Arcy miêu tả khoa học đầu tiên năm 1981.